# Lista przewodniczących parlamentu Tunezji
Przewodniczący Narodowego Zgromadzenia Konstytucyjnego (1956–1959):
| Osoba                                         | Od               | Do               |
| --------------------------------------------- | ---------------- | ---------------- |
| Habib Burgiba                                 | 9 kwietnia 1956  | 15 kwietnia 1956 |
| od 15 do 17 kwietnia 1956 wakat na stanowisku |                  |                  |
| Jallouli Fares                                | 17 kwietnia 1956 | 1 czerwca 1959   |

Przewodniczący Zgromadzenia Narodowego (1959–1981):
| Osoba          | Od             | Do            |
| -------------- | -------------- | ------------- |
| Jallouli Fares | 1 czerwca 1959 | 1964          |
| Sadok Mokaddem | 1964           | listopad 1981 |

Przewodniczący Izby Deputowanych (1981–2011):
| Osoba                   | Od                   | Do                   |
| ----------------------- | -------------------- | -------------------- |
| Mahmoud Messadi         | listopad 1981        | 13 października 1987 |
| Raszid Safar            | 13 października 1987 | 14 listopada 1988    |
| Salah ad-Din Bali       | 14 listopada 1988    | 14 marca 1990        |
| Al-Badżi Ka’id as-Sibsi | 14 marca 1990        | 9 października 1991  |
| Al-Habib Bularas        | 9 października 1991  | 14 października 1997 |
| Fu’ad al-Mubazza        | 14 października 1997 | 15 stycznia 2011     |
| Sahbi Karui (p.o.)      | 15 stycznia 2011     | 22 listopada 2011    |

Przewodniczący Zgromadzenia Konstytucyjnego (2011–2014):
| Osoba              | Od                | Do             |
| ------------------ | ----------------- | -------------- |
| Mustafa ibn Dżafar | 22 listopada 2011 | 4 grudnia 2014 |

Przewodniczący Zgromadzenia Przedstawicieli Ludowych (od 2014):
| Osoba                                                 | Od                | Do                |
| ----------------------------------------------------- | ----------------- | ----------------- |
| Muhammad an-Nasir                                     | 4 grudnia 2014    | 25 lipca 2019     |
| Abdelfattah Mourou (p.o.)                             | 25 lipca 2019     | 13 listopada 2019 |
| Raszid Ghannuszi                                      | 13 listopada 2019 | 25 lipca 2021     |
| od 25 lipca 2021 do 13 marca 2023 wakat na stanowisku |                   |                   |
| Ibrahim Bouderbala                                    | 13 marca 2023     | nadal             |